# Schwarzdommel
Die Schwarzdommel  (Botaurus flavicollis, Synonym: Ixobrychus flavicollis) auch Malaiendommel ist eine Vogelart aus der Familie der Reiher. Das Verbreitungsgebiet dieser Art ist Südostasien und Australien.

## Merkmale

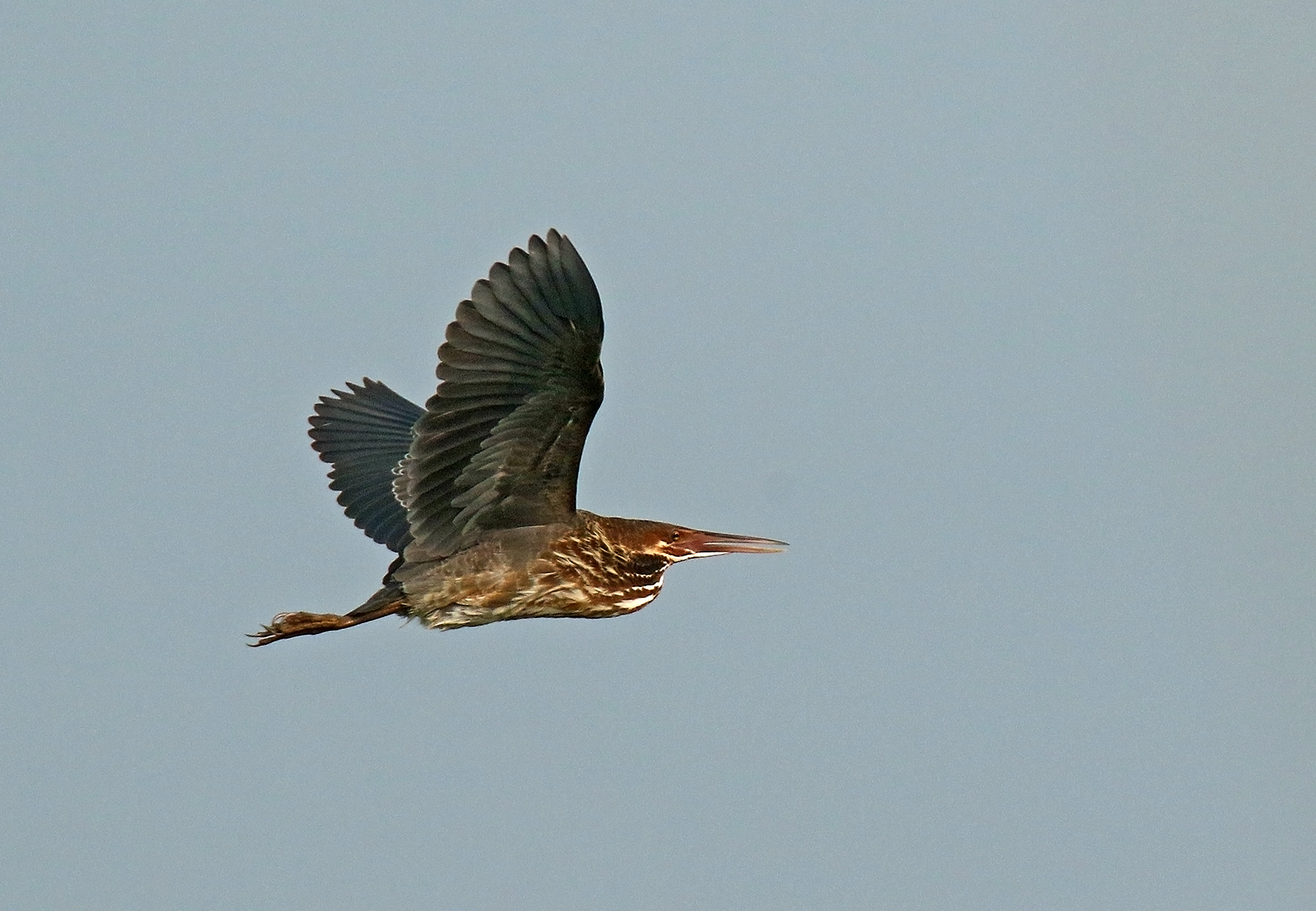
Schwarzdommel im Flug

Die Schwarzdommel ist ein kleiner Reihervogel mit einer Körperlänge von etwa 54 bis 66 Zentimetern. Die Flügelspannweite beträgt 80 Zentimeter. Das Gewicht schwankt zwischen 300 und 420 Gramm.
Ihr Gefieder ist vorwiegend schwarz, nur an der Unterseite von Kopf und Hals weist sie gelbliche Federn auf, wovon sich auch ihr wissenschaftlicher Name ableitet.
Die Schwarzdommel ist eine sehr scheue Art, die einzeln oder in Paaren in der dichten Ufervegetation an Fließgewässern, Sümpfen, Billabongs, Überschwemmungsflächen und Mangroven vorkommt. Während der Ruhephasen hält sie sich in dichter Vegetation auf. Aufgeschreckte Schwarzdommeln fliegen zunächst nicht auf, sondern suchen laufend Deckung in dichterer Vegetation. Gelegentlich nehmen sie die dommeltypische Pfahlstellung an, dabei weist der Schnabel senkrecht nach oben. Schwarzdommeln sind kräftige Flieger, im Flug ist der Kopf weit zurückgelehnt.

## Verbreitung und Lebensraum

Verbreitungsgebiet der Schwarzdommel

Sie bewohnt, wie die meisten Dommeln, dicht mit Röhricht bewachsene Feuchtgebiete und Sümpfe. Aber man findet sie auch in Mangroven und auf Reisfeldern. Hierbei umfasst ihr Verbreitungsgebiet ganz Süd- und Südost-Asien von Indien bis zu den Philippinen. Man trifft sie auch in Australien an. Dort kommt sie in einem breiten Streifen entlang der Küstengebiete Nord- und Ostaustraliens vor. Ein isoliertes Vorkommen gibt es außerdem im Süden Westaustraliens zwischen Perth und Esperance. Im Südwesten Westaustraliens war sie ursprünglich weit verbreitet, ihr Bestand hat dort jedoch in der zweiten Hälfte des 20. Jahrhunderts deutlich abgenommen.

## Verhalten
Die Schwarzdommel ist nachtaktiv und verbirgt sich tagsüber im Schilf oder Unterholz. Sie ernährt sich von kleinen Fischen, Fröschen, Weichtieren und Insekten. Das Weibchen legt vier hellgrüne oder hellblaue Eier. Die Jungvögel werden von den Eltern gemeinsam großgezogen, ansonsten lebt die Schwarzdommel jedoch als Einzelgänger.

## Belege

### Einzelbelege
1. ↑  Higgins, S. 1049.
2. ↑  Higgins, S. 1050.